# Eurois astricta
Eurois astricta là một loài bướm đêm trong họ Noctuidae.